# Sauvanie
Die Sauvanie ist ein kleiner Fluss in Frankreich, der im Département Dordogne in der Region Nouvelle-Aquitaine verläuft. Sie entspringt im südlichen Gemeindegebiet von Cherval, entwässert generell Richtung Südwest und mündet nach rund 15 Kilometern an der Gemeindegrenze von Allemans und Saint-Paul-Lizonne als linker Nebenfluss in die Lizonne.

## Orte am Fluss
(Reihenfolge in Fließrichtung)
- Les Cabanes, Gemeinde Cherval
- Saint-Martial-Viveyrol
- Verteillac
- La Bachellerie, Gemeinde Bertric-Burée
- La Roussie, Gemeinde Lusignac
- Tourneférie, Gemeinde Saint-Paul-Lizonne
- Le Durbet, Gemeinde Allemans